# کانتالوپو لیگوره
کانتالوپو لیگوره (به ایتالیایی: Cantalupo Ligure) یک کومونه در ایتالیا است که در استان آلساندریا واقع شده‌است.

## خصوصیات
کانتالوپو لیگوره ۲۴٫۰ کیلومترمربع مساحت و ۵۵۲ نفر جمعیت دارد و ۳۸۳ متر بالاتر از سطح دریا واقع شده‌است.